# 孤勇者
《孤勇者》是美法合拍的动画劇集的中文主题曲，於2021年11月发行，由香港歌手陈奕迅演唱。歌曲由唐恬作词，钱雷作曲并编曲。
《孤勇者》推出後引起很大迴響，於中國大陸上線當晚，即創下2億次播放量。歌曲在台灣亦大受歡迎，推出後連續兩年獲樂迷熱播，分別佔據台灣KKBOX 音樂平台2022年度以及2023年度播放量最高華語單曲第三位和第二位，成績斐然。

## 创作背景
這首歌的作詞人唐恬是陳奕迅的歌迷。2012年，唐恬29岁时确诊鼻咽癌，她的父母在《中國夢想秀》電視節目中表示，希望能幫女兒完成為偶像陳奕迅填寫歌詞的願望。九年後，唐恬終於圓夢為陳奕迅填了這首詞。
唐恬在接受记者采访时表示“有父母亲人在，就必须往前走”，于是有了歌曲的创作灵感。

## 影响
此歌曲除在電視綜藝節目、網上短影片中頻繁被翻唱外，更被翻唱成英文、日文、韓文、俄文等不同國家語言的版本。
在中国的少年儿童群体也广泛流行，被媒体评论为“新儿歌”、“00后的战歌”。也因此引发原唱者陈奕迅本人关注，甚至被称为“人类兒童的巴甫洛夫實驗”。
北京四通桥抗议事件以后，这首歌也被和抗议者联系起来，随后白紙運動，该歌曲的YouTube影片在陈奕迅的频道上关闭了评论功能，但其他影片的评论功能仍然开放。
2022年世界杯準决赛比赛期间，该歌曲经网民投票被选定为準决赛现场播放的歌曲之一。
2025年春晚歌曲之一，由陈奕迅与一众中国奥运选手一起演唱。

## 获奖情况
| 获奖时间 | 奖项                                            | 结果 |
| -------- | ----------------------------------------------- | ---- |
| 2021     | 网易云音乐2021年度音乐奖年度最佳单曲TOP10(TOP2) | 獲獎 |
| 2021     | 2021腾讯音乐榜十大歌曲                          | 獲獎 |
| 2022     | 人民日报2022十大BGM                             | 获选 |
| 2022     | 新浪音乐2022年度十大歌曲                        | 获选 |
| 2022     | 上海广播电视台动感101年度金曲                   | 获选 |